# Aichryson dumosum
Aichryson dumosum — вид рослин з родини товстолисті (Crassulaceae), ендемік Мадейри.

## Опис
Це одно- або дворічна, трохи розгалужена, від голої до мало-волосатої трав'яниста рослина, яка досягає висоти від 15 до 30 сантиметрів. Листки дрібно волосисті, тьмяні, часто з фіолетовим відтінком, довжиною від 12 до 18 міліметрів і шириною від 3 до 4 міліметрів. Суцвіття багатоквіткове. Квітконіжки довжиною до 9 мм. Квіти мають діаметр від 8 до 10 міліметрів. Чашолистки майже голі. Яскраво-жовті, яйцеподібні, загострені пелюстки довжиною від 4 до 5 міліметрів і мають червонувату головну жилку.

## Поширення
Ендемік архіпелагу Мадейра (о. Мадейра).
Проживає лише в одній місцевості. Загальна кількість зрілих особин оцінюється в межах від 50 до 250. Популяції стабільні в довгостроковій перспективі, проте є щорічні коливання. Росте в щілинах та захищених мікрорайонах в агломерації гірських порід.

## Загрози та охорона
Цей вид постраждав від конкуренції з інвазивними видами, затоптування та пожеж. Природні чинники, такі як посуха та зсуви можуть вплинути на вид.
Dbl наведено у Додатку II Директиви про природне середовище та в додатку I Конвенції про охорону європейської дикої природи та природні середовища існування (Бернська конвенція). Рекомендується підвищити рівень поінформованості громадськості про цю рослину. Необхідне управління та реставрація місць проживання, зокрема контроль інвазивних видів. Цей вид зберігається в ботанічному саду Мадери у базі насіння й у вирощуванні.